# 이타바시쿠야쿠쇼마에역
이타바시쿠야쿠쇼마에역(일본어: 板橋区役所前駅, いたばしくやくしょまええき)은 일본 도쿄도 이타바시구에 있는 철도역이다.
역의 정식 소재지는 이타바시 구 이타바시 2초메이다.

## 역 구조
상대식 승강장 2면 2선의 지하역.

### 승강장
| 1 | 도영 지하철 미타 선 | 오테마치・메구로・히요시 방면 |
| 2 | 도영 지하철 미타 선 | 니시타카시마다이라 방면       |

## 역 주변
- 도부 철도 도조 본선 오야마역
- 도쿄 도 수도국 이타바시미나미 영업소
- 도시마 병원
- 이타바시 구청
- 이타바시 보건소
- 이타바시 경찰서
- 이타바시 소방서
- 이타바시 세무서
- 이타바시 구립 히카와 도서관
- 이타바시 그린 홀
- 이타바 시구립 히가시이타바시 체육관
- 마쓰야 이타바시쿠야쿠쇼마에 점
- 나카주쿠 상점가
- 도시마가쿠엔 고등학교
- 쇼와 철도 고등학교
- 도쿄 교통 단기대학

### 버스 노선
이타바시 구청
- 국제 흥업
  - 이케 20・20-2: 다카시마다이라 조차장 행 (시무라 3초메 역・니시다이역 경유)
  - 이케 21: 다카시마다이라 역 행 (모토하스누마 역・후나도초 경유)
  - 이케 20・21: 이케부쿠로역 니시구치 행 (가나메초 역 경유)

## 역사
- 1968년 12월 27일: 영업 개시.

## 인접역
| 도쿄 도 교통국 미타 선      | 도쿄 도 교통국 미타 선 | 도쿄 도 교통국 미타 선                    |
| --------------------------- | ---------------------- | ----------------------------------------- |
| I 17 신이타바시 메구로 방면 | 미타 선                | 이타바시혼초 I 19 니시타카시마다이라 방면 |